# Der Wächter (Raumschiff Enterprise – Das nächste Jahrhundert)
Der Wächter (Originaltitel: The Last Outpost) ist die fünfte Episode der ersten Staffel der US-amerikanischen Science-Fiction-Fernsehserie Raumschiff Enterprise – Das nächste Jahrhundert. Sie wurde in den Vereinigten Staaten über Syndication vermarktet und erstmals am 19. Oktober 1987 auf verschiedenen Fernsehsendern ausgestrahlt. In Deutschland erschien sie zum ersten Mal im Juli 1988 in einer synchronisierten Fassung auf VHS. Im deutschen Fernsehen war sie zum ersten Mal am 5. Oktober 1990 in einer zweiten Synchronfassung im ZDF zu sehen.

## Handlung
Im Jahr 2364 bei Sternzeit 41386.4 verfolgt die Enterprise ein Raumschiff der Ferengi, die einen Energiekonverter gestohlen haben. Die Ferengi sind eine für die Menschheit bislang weitgehend unbekannte Spezies und Captain Picard hofft, bei dieser Gelegenheit mehr über sie zu erfahren. Als beide Schiffe das Delphi-Ardu-System erreichen, stoppen die Ferengi und schwenken in einen Orbit um einen Planeten ein. Es scheint, als hätte ihr Schiff einen Maschinenschaden. Plötzlich beschießen sie die Enterprise. Die Schäden sind minimal, doch nach einigen Sekunden fallen plötzlich alle wichtigen Schiffssysteme aus.
Es scheint, als wäre die Enterprise in eine Falle der Ferengi geraten. Der zweite Offizier Data fasst für Picard zusammen, was bislang über dieses Volk bekannt ist: Es handelt sich um Händler, für die Profit über alles geht. Der erste Offizier Riker und Steuermann La Forge entwickeln einen Plan, um den Ferengi zu entkommen: Die Enterprise soll abrupt auf maximale Warp-Geschwindigkeit beschleunigen, um so dem Kraftfeld zu entkommen, das sie festhält. Während die Vorbereitungen getroffen werden, versucht Picard eine Kontaktaufnahme mit dem fremden Schiff, erhält aber keine Antwort. Schließlich wird der Fluchtplan ausgeführt, doch er scheitert. Die Enterprise ist nach wie vor gefangen und nach einer Beratung der Führungsoffiziere ist klar, dass keine weiteren Optionen für eine Flucht bestehen. Picard ruft die Ferengi erneut und bietet an, über Kapitulationsbedingungen zu verhandeln. Tatsächlich antwortet nun der Captain des fremden Schiffs, DaiMon Tarr. Es wird jedoch schnell klar, dass er Picard missverstanden hat und glaubt, dieser fordere die Kapitulation der Ferengi. Picard unterbricht das Gespräch, denn jetzt ist klar, dass beide Schiffe in die Falle einer dritten Partei geraten sind.
Data sammelt Informationen über den Planeten, den die beiden Schiffe umkreisen. Er kommt zu dem Schluss, dass es sich um einen entfernten Außenposten des Tkon-Imperiums handelt – einer hochentwickelten Zivilisation, die vor 600.000 Jahren unterging, als ihr Heimatplanet durch eine Supernova vernichtet wurde. Durch den Abschuss einer Sonde wird bestätigt, dass vom Planeten tatsächlich ein Kraftfeld ausgeht, das beide Schiffe festhält und ihnen Energie abzieht. Die Ferengi gelangen in der Zwischenzeit zu der gleichen Erkenntnis und gehen schließlich auf Picards Vorschlag ein, gemeinsam auf der Oberfläche nach der Quelle des Kraftfelds zu suchen.
Ein Außenteam bestehend aus Riker, Data, La Forge, der Sicherheitschefin Tasha Yar und Lieutenant Worf beamt auf den Planeten, sie werden dabei allerdings getrennt. Riker findet sich in einer kargen Felslandschaft wieder, in der Riesenkristalle wachsen. Er trifft schließlich nacheinander auf Data, La Forge und Worf, doch sie laufen direkt in einen Hinterhalt des Ferengi-Außenteams und werden von diesen betäubt. Auf der Enterprise fällt währenddessen die Lebenserhaltung aus. Die Temperatur sinkt rasch und die Besatzung droht zu erfrieren.
Als Riker und seine Leute wieder zu such kommen, versuchen sie, die Ferengi zu überwältigen. Dies gelingt schließlich, als Yar hinzukommt und sie mit einem Phaser bedroht. Da erscheint plötzlich eine unbekannte Gestalt. Sie stellt sich als Portal 63, ein Wächter des Tkon-Imperiums, vor und fragt, ob die Fremden dem Imperium beitreten möchten. Data versucht dem Wächter zu erklären, dass das Imperium schon vor Jahrtausenden untergegangen ist, doch der will davon nichts wissen. Die Ferengi beschuldigen die Menschen der Barbarei und bieten an, die Enterprise zu vernichten, wenn ihr Schiff dafür freigegeben würde. Riker weist die Anschuldigungen zurück und bietet an, sich dem Urteil des Wächters zu stellen. Der Wächter fordert eine Antwort auf den Ausspruch „Nur derjenige wird triumphieren, der weiß, wann er kämpfen muss, und weiß, wann er nicht kämpfen muss“. Daraufhin geht er mit einer Stangenwaffe auf Riker los und führt deren Klinge bis kurz vor sein Ohr. Riker bleibt regungslos stehen und antwortet schließlich: „Furcht ist der Name des Gegners, des einzigen Gegners“. Der Wächter ist damit zufrieden. Er kann Rikers Gedanken lesen und merkt, dass dieser bei seiner Antwort an den chinesischen Philosophen Sun-Tsu gedacht hat. Der Wächter möchte mehr über ihn erfahren, denn seine Philosophie ist der des Tkon-Imperiums sehr ähnlich. Er gibt die Enterprise wieder frei und augenblicklich funktionieren alle Schiffssysteme wieder normal. Riker soll entscheiden, was mit den Ferengi geschehen soll. Er entscheidet sich gegen den Vorschlag des Wächters, deren Schiff zu zerstören, denn er will den Ferengi die Möglichkeit geben, sich weiterzuentwickeln. Sie müssen den Energiekonverter zurückgeben und können danach das Sternensystem verlassen. Der Wächter verschwindet schließlich wieder in einen Schlafzustand – wartend auf eine Zeit, in der er erneut gebraucht wird.

## Verbindungen zu anderen Star-Trek-Produktionen
Einige Elemente aus dieser Folge wurden in späteren Star-Trek-Produktionen wieder aufgegriffen:
- Die Ferengi, die bereits im Pilotfilm Der Mächtige / Mission Farpoint kurz erwähnt wurden, haben hier ihren ersten Auftritt. Obwohl sie bereits die Eigenschaften des auf materiellen Vorteil abzielenden Denkens und des Chauvinismus beim Anblick der Frau Tasha Yar aufwiesen, wurden sie zunächst als eindimensional agierende Spezies vorgestellt. Im weiteren Verlauf von Raumschiff Enterprise – Das nächste Jahrhundert und in den meisten der folgenden Star-Trek-Serien haben Angehörige dieser Spezies immer wieder größere und kleinere Auftritte und durchschritten eine stufenweise Weiterentwicklung. In der Serie Star Trek: Deep Space Nine ist eine der Hauptfiguren, Quark, ein Ferengi. Die Ferengi waren zunächst als Wesen mit spitzen Ohren geplant. Roddenberry wollte jedoch nicht, dass sie mit den Vulkaniern in Verbindung gebracht werden.
- Die Energiepeitschen der Ferengi wurden in späteren Folgen zunächst nicht wieder verwendet, da die Produzenten fanden, die Ferengi würden damit zu albern wirken. In Folge 5.20 (Liebe und Profit) von Star Trek: Deep Space Nine aus dem Jahr 1997 kommt eine Ferengi-Actionfigur mit einer Energiepeitsche vor. Danach war erst wieder in Folge 1.19 (Raumpiraten) von Star Trek: Enterprise aus dem Jahr 2002 ein Ferengi mit Energiepeitsche zu sehen. Weitere Auftritte dieser Waffen erfolgten in mehreren Episoden der animierten Serie Star Trek: Lower Decks. In Folge 2.04 (Mugato, Gumato) aus dem Jahr 2021 werden ihre Besitzer in einer Durchbrechung der vierten Wand ironisch als „Last Outpost-style Ferengi“ bezeichnet.
- Eine Szene aus Der Wächter wurde in der als Clipshow konzipierten Folge 2.22 (Kraft der Träume) von Raumschiff Enterprise – Das nächste Jahrhundert aus dem Jahr 1989 wiederverwendet.
- Der Untergang des Tkon-Imperiums wird in der Doppelfolge 3.09–3.10 (Terra Firma) von Star Trek: Discovery aus dem Jahr 2020 in einem Zeitungsartikel erwähnt.

## Produktion

### Drehbuch
Der Wächter war die einzige produzierte Folge von Raumschiff Enterprise – Das nächste Jahrhundert, für die Richard Krzemien das Drehbuch schrieb. Er reichte noch Konzepte für mindestens vier weitere Geschichten ein, von denen aber keine umgesetzt wurde. Im Film Star Trek von 2009 ist Krzemien als Statist zu sehen.
Am finalen Drehbuchentwurf wurden noch mehrere handschriftliche Änderungen durch Leonard Maizlish vorgenommen. Maizlish war weder Autor noch Mitglied des Produktionsteams der Serie, sondern der Anwalt von Star-Trek-Schöpfer Gene Roddenberry. In dieser Funktion ging er regelmäßig am Set ein und aus. Von Herbert Wright zur Rede gestellt, behauptete Maizlish, die Änderungen auf Wunsch von Roddenberry, Rick Berman und Robert Justman vorgenommen zu haben, doch die hatten das Drehbuch zu diesem Zeitpunkt noch gar nicht zu Gesicht bekommen. Wright beschwerte sich umgehend bei Berman; dennoch kam es später bei der Produktion der Folge Die Entscheidung des Admirals zu einem ganz ähnlichen Vorfall.

### Regie
Der Wächter war für Richard Colla die einzige Regiearbeit in einer Star-Trek-Produktion. 1974 hatte er bei dem Fernsehfilm Ein Computer wird gejagt Regie geführt, für den Gene Roddenberry das Drehbuch verfasst hatte.

### Darsteller
Die Hauptfigur Wesley Crusher (Wil Wheaton) wird in dieser Folge nur erwähnt, hat aber keinen Auftritt.
Armin Shimerman, Darsteller von Letek, spielte zwischen 1993 und 1999 die Hauptfigur Quark in der Serie Star Trek: Deep Space Nine. Quark ist ebenfalls ein Ferengi.
Darryl Henriques, Darsteller von Portal 63, spielte auch den romulanischen Botschafter Nanclus im Spielfilm Star Trek VI: Das unentdeckte Land aus dem Jahr 1991.
Tracey Walter und Mike Gomez, Darsteller von Kayron und DaiMon Tarr, spielten auch weitere Ferengi-Rollen in Folge 6.07 (Erwachsene Kinder) von Raumschiff Enterprise – Das nächste Jahrhundert aus dem Jahr 1992.

### Kulissen und Requisiten

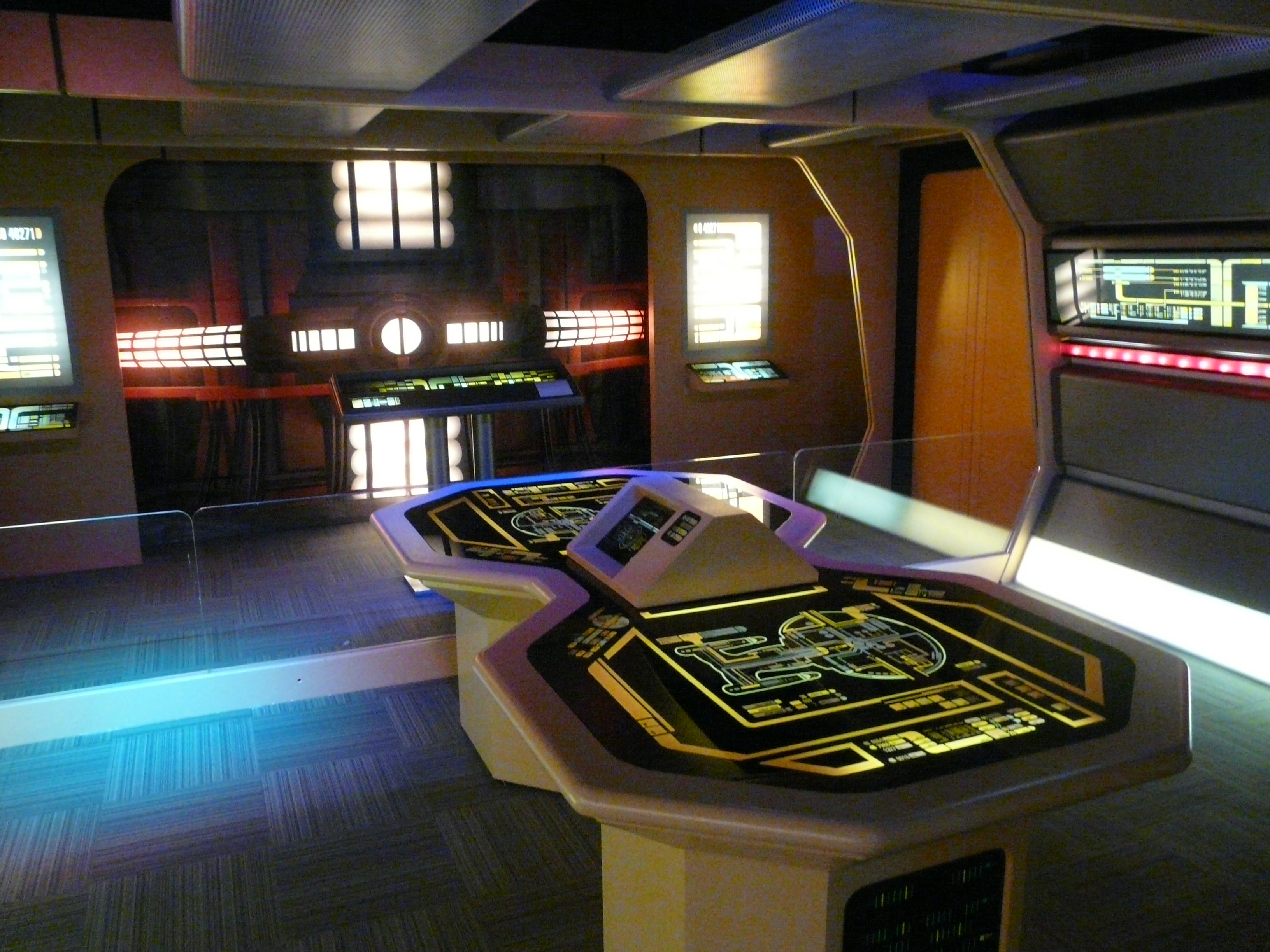
Die tischartige Konsole im Maschinenraum der Enterprise

Im Set des Maschinenraums der Enterprise ist in dieser Folge erstmals eine tischartige Konsole zu sehen. Es handelt sich um ein wiederverwendetes und leicht modifiziertes Objekt aus dem Spielfilm Star Trek IV: Zurück in die Gegenwart.
Die Waffe von Portal 63 wurde in späteren Folgen als Waffe verschiedener anderer Spezies wiederverwendet.

## Adaptionen
Das Hörspiel-Label Karussell veröffentlichte 1990 eine MC mit der leicht gekürzten deutschen Tonspur von Der Wächter, die an einigen Stellen mit eingesprochenen Erklärungen ergänzt wurde.

## Rezeption
Keith DeCandido bewertete Der Wächter  2011 auf tor.com als eine eher schlechte Folge von Raumschiff Enterprise – Das nächste Jahrhundert. Die Einführung der Ferengi und Armin Shimermans erster Auftritt seien beachtenswert. Die Ferengi seien jedoch misslungen, denn sie wirken zu albern, um als glaubwürdige Bedrohung durchzugehen.
Matthew Byrd führte Der Wächter 2017 auf screenrant.com in einer Liste der 15 schlechtesten Star-Trek-Folgen auf Platz 13.
Michael Kmet führte Der Wächter 2019 auf whatculture.com in einer Liste der 20 schlechtesten Star-Trek-Folgen auf Platz 2.
Kevin Wong zählte Der Wächter 2020 auf der Website gamespot.com zu den elf absonderlichsten Momenten von Raumschiff Enterprise – Das nächste Jahrhundert.